# محلية المتمة
محلية المتمة (بالإنجليزية: Al Matammah District)‏ إحدى محليات ولاية نهر النيل، السودان.